# Comuna Berezan, Bileaiivka
Berezan (în ucraineană Березань) este o comună în raionul Bileaiivka, regiunea Odesa, Ucraina, formată din satele Berezan (reședința), Dobrogeni, Kurhan, Petrove și Vajne.

## Demografie
Componența lingvistică a comunei Berezan
     Ucraineană (87,87%)
     Rusă (5,51%)
     Română (4,56%)
     Alte limbi (0,71%)
Conform recensământului din 2001, majoritatea populației comunei Berezan era vorbitoare de ucraineană (87,87%), existând în minoritate și vorbitori de rusă (5,51%) și română (4,56%).